# Ганыкин, Иван Иванович
Ива́н Ива́нович Ганы́кин (10 сентября 1915, Москва — 1984, там же) — советский боксёр средних весовых категорий, выступал на всесоюзном уровне в 1930-х — 1940-х годах. Четырёхкратный чемпион СССР, призёр многих турниров и матчевых встреч. На соревнованиях представлял спортивное общество «Спартак», заслуженный мастер спорта. Отличник физической культуры (1947).

## Биография
Родился 10 сентября 1915 года в Москве.
Активно заниматься боксом начал в раннем детстве, проходил подготовку в столичном спортивном клубе «Промкооперация», позже переименованном в «Спартак», где тренировался под руководством Вячеслава Самойлова. Первого серьёзного успеха на ринге добился в 1935 году, когда дебютировал в зачёте национального первенства и сразу же завоевал звание чемпиона полусредней весовой категории — в финале победил опытнейшего ленинградца Сергея Емельянова.
На чемпионате СССР 1937 года Ганыкин вновь стал лучшим, кроме того, он принял участие в матчевой встрече со сборной Франции, победил француза Рожера Трита, занявшего четвёртое место на прошедших Олимпийских играх в Берлине. В 1938 и 1939 годах защитил звание всесоюзного чемпиона, но в 1940-м поднялся в средний вес и вынужден был довольствоваться серебром. На абсолютном первенстве Советского Союза в 1943 году победил  Левана Гудушаури, но проиграл Евгению Огуренкову и Николаю Королёву. В 1944 году в очередной раз хотел добиться чемпионского звания, был близок к первому месту, тем не менее, в решающем матче по очкам уступил Огуренкову.
Последний раз Иван Ганыкин выходил на ринг в качестве действующего спортсмена в 1946 году. Он пытался вернуть себе лидерство в средней весовой категории, однако на стадии полуфиналов потерпел поражение от Огуренкова, а матч за третье место проиграл железнодорожнику Василию Чудинову. Вскоре после этих соревнований принял решение оставить бокс — всего имеет в послужном списке 157 боёв, из них 123 окончил победой. В 1948 году за свои спортивные достижения удостоен почётного звания «Заслуженный мастер спорта СССР» и включён в число «Выдающихся боксёров СССР».
Умер в 1984 году, похоронен на Донском кладбище в Москве, участок за 19-м колумбарием.

## Награды
- Медаль «За трудовую доблесть» (27.04.1957) — «за успехи, достигнутые в деле развития массового физкультурного движения в стране, повышения мастерства советских спортсменов, и успешное выступление на международных соревнованиях»